# Josef Zackrisson
Anders Josef Zackrisson, född 29 januari 1974, är en svensk musiker (basist) och producent. Zackrisson kommer från Södermalm i Stockholm. 

## Biografi
Zackrisson har i många år spelat bas i Lars Winnerbäcks band Hovet och i bandet The Kooks, han har tidigare spelat bakom Eric Gadd, Titiyo och Infinite Mass. År 2002 släppte han en soloskiva under eget namn. Han har då och då hoppat in och spelat med Perssons Pack. År 2009 producerade han även bandets kritikerrosade comebackalbum Öster om Heden. Sommaren 2009 spelade han bas i Ulf Lundells band under dennes turné. 
Josef Zackrisson har även jobbat som producent. Åren 2008–2011 producerade han bland annat Engmans Kapell, Perssons Pack, Hillström & Billy, Oskar Gyllenhammar, Keep Company (Titiyo och Theodor Jensen) och Mauro Scocco.

## Diskografi

### Soloalbum
- 2002 – Josef Zackrisson

### Hovet
- 2004 – Hovet 2004

### Newtone
- 1996 – Newtone

### The Kooks
- 1999 – "Too much is not enough"

### Som musiker
- 2009 – Perssons Pack - Öster om Heden
- 2009 – Fredrik Jonsson - Halvvägs ifrån
- 2008 – Fredrik Jonsson - Aldrig som dom
- 2006 – Lars Winnerbäck - Efter nattens bränder
- 2005 – Lars Winnerbäck & Hovet - Stort liv
- 2003 – Lars Winnerbäck & Hovet - Söndermarken
- 2002 – Lars Winnerbäck - Live för dig
- 2001 – Lars Winnerbäck - Singel
- 1999 – Lars Winnerbäck - Kom

### Som producent
- 2011 – Mauro Scocco - Musik för nyskilda
- 2011 – Oskar Gyllenhammar & Klubb Hjärtat - Tågen slutar aldrig gå härifrån
- 2011 – Keep Company - Keep Company
- 2009 – Engmans Kapell - En by mellan två berg
- 2009 – Perssons Pack - Öster om Heden
- 2009 – Fredrik Jonsson - Halvvägs ifrån
- 2008 – Fredrik Jonsson - Aldrig som dom